# Ernst Heinrich Bruns
Ernst Heinrich Bruns (4 de septiembre de 1848 - 23 de septiembre de 1919) fue un destacado matemático y astrónomo alemán, que también contribuyó al desarrollo del campo teórico de la geodesia.

## Biografía
Heinrich Bruns nació el 4 de septiembre de 1848 en Berlín, hijo de Christian Gerhard Bruns, un pintor paisajista, y de su esposa Caroline Henriette Hasse.
Bruns estudió matemáticas, astronomía y física en la Universidad de Berlín entre 1866 y 1871, siendo alumno de Ernst Kummer y de Karl Weierstrass, alcanzando el doctorado con una tesis titulada  De proprietate quadam Functionis potentialis corporum homogeneorum  ("Sobre las propiedades de una determinada función potencial de los cuerpos homogéneos"). Durante los años 1872 y 1873 trabajó en el Observatorio de Pulkowa (Rusia) efectuando cálculos astronómicos. Allí conoció y se casó con Marie Wilhelmine Schleussner, con la que compartía el mismo trabajo en el observatorio. En 1873 se convirtió en observador en el Observatorio de Dorpat (ahora Tartu) en Estonia, donde permaneció hasta 1876. Durante este tiempo también trabajó como profesor en la Universidad de Dorpat.
En 1876, Bruns fue nombrado profesor asociado de matemáticas en la Universidad de Berlín. También trabajó en la Academia Militar Prusiana y en el Instituto Geodésico de Potsdam. En 1882 se fue a Sajonia como profesor a tiempo completo de astronomía en la Universidad de Leipzig y director del Observatorio de Leipzig. Ese mismo año, fue elegido miembro de la Academia Alemana de Ciencias Leopoldina.
Hasta su fallecimiento en la ciudad de Leipzig en 1919, Bruns conservó el cargo de director del Observatorio.

## Trabajos destacados
Heinrich Bruns se dedicó principalmente al desarrollo del “Estudio teórico de la forma de la Tierra”, siendo este el título de una de sus obras más importantes. El conocimiento del campo gravitatorio terrestre y del equilibrio hidrostático y geológico planetario le deben muchos resultados importantes. Para el estudio de la refracción atmosférica de la luz en astronomía, desarrolló un método inusual de cálculo basado en el gradiente vertical de temperatura del aire en colaboración con su ayudante Felix Hausdorff. Sin embargo, debido a la falta de métodos de medición suficientemente exactos, este método no se ha utilizado en la práctica.
La geodesia superior desarrollada por Karl Ledersteger en el siglo XX (dedicada a la medición de la Tierra a escala global), se basa en las teorías desarrolladas por Bruns, incluyendo el “poliedro de Bruns”. Esta construcción teórica fue concebida como una red mínima de puntos de medida, capaz de abarcar toda la superficie del planeta. La puesta en órbita de satélites geodésicos convirtió este experimento mental en una realidad, con el desarrollo del GPS.

## Publicaciones
- Über die Perioden der elliptischen Integrale erster und zweiter Ordnung (Períodos en las integrales elípticas de primer y segundo orden). (Dorpat 1875)
- Die Figur der Erde (La forma de la Tierra). (Berlín 1878)
- Über eine del Aufgabe der Ausgleichsrechnung (Problema del ajuste de curvas). (Leipzig 1886)
- Über die Integrale des Vielkörperproblems  (Integración del problema de muchos cuerpos). (Leipzig 1887)
- Das eikonal  (La ecuación de la eikonal). (Leipzig 1895)

## Honores
El asteroide (901) Brunsia descubierto en 1918 lleva el nombre de Bruns en su honor.